# En bondebegravelse
En bondebegravelse er et maleri fra 1885 af den norske maler og illustrator Erik Werenskiold (1855-1938). Billedet blev i 1885 udstillet på efterårsudstillingen i Kristiania (Oslo), vakte begejstring og blev samme år købt af Nasjonalgalleriet, i dag Nasjonalmuseet for kunst, arkitektur og design.
Idéen til motivet fik Werenskiold i Vågå i Gudbrandsdalen under en rejse dertil i 1878.
Det endelige oliemaleri blev skabt over tre somre i byområdet Gvarv i den nordlige ende af Norsjø i Telemark.
| - Werenskiold o. 1880. - Billedet i ramme på Nasjonalgalleriet |

Den lille gruppe står foran en allerede tildækket grav. Man ser en pind stukket i jorden. Den når ned til kisten og er beregnet til senere jordpåkastelse af præsten når han igen lægger vejen forbi stedet.
Sommeren 1878 havde Werenskiold oplevet en begravelse på landet med en gruppe bønder stående ved en grav og lavede da tegningen. Han brugte samme opstilling da han nogle år senere udarbejdede maleriet af samme scene, der er flyttet ud i et landskab, hvor tegningen fra 1878 havde en bygning, måske kirken, som baggrund.